# Distrikt Jacas Chico
Der Distrikt Jacas Chico liegt in der Provinz Yarowilca in der Region Huánuco in Westzentral-Peru. Der Distrikt wurde am 20. April 1960 gegründet. Er besitzt eine Fläche von 70,1 km². Beim Zensus 2017 wurden 1160 Einwohner gezählt. Im Jahr 1993 lag die Einwohnerzahl bei 1811, im Jahr 2007 bei 1889. Sitz der Distriktverwaltung ist die 3795 m hoch gelegene Ortschaft San Cristóbal de Jacas Chico mit 406 Einwohnern (Stand 2017). San Cristóbal de Jacas Chico befindet sich knapp 12 km ostsüdöstlich der Provinzhauptstadt Chavinillo.

## Geographische Lage
Der Distrikt Jacas Chico befindet sich in der peruanischen Zentralkordillere im Südosten der Provinz Yarowilca. Die Wasserscheide zwischen Río Marañón im Westen und Río Huallaga im Osten verläuft in Nord-Süd-Richtung durch den Distrikt.
Der Distrikt Jacas Chico grenzt im Südwesten an den Distrikt Choras, im Nordwesten an den Distrikt Chavinillo, im Nordosten an den Distrikt Santa María del Valle, im Osten an den Distrikt Quisqui sowie im Süden an den Distrikt Yacus (die drei zuletzt genannten Distrikte gehören zur Provinz Huánuco).

## Ortschaften
Im Distrikt gibt es neben dem Hauptort folgende größere Ortschaften:
- Chasqui